# スンダ列島
スンダ列島（すんだれっとう）は、東南アジアにある列島。次の2つの列島からなる。
- 大スンダ列島は、スマトラ島、ジャワ島、ボルネオ島（カリマンタン島）、スラウェシ島および周辺の島からなる。インドネシア、ブルネイ、マレーシアに属する。
- 小スンダ列島は、バリ島、ロンボク島、スンバワ島、フローレス島、ティモール島および周辺の島からなる。インドネシア、東ティモールに属する[5]。